# Geórgios Prokopíou
Geórgios Prokopíou (en grec moderne : Γεώργιος Προκοπίου ; Smyrne, 1876 - Tepelen, 1940) est un artiste de guerre, photographe et réalisateur de documentaires grec. Il a également été peintre de cour de l'empereur Menelik II et a reçu la Croix militaire grecque.

## Biographie

### Jeunesse et formation
Geórgios Prokopíou naît à Smyrne, dans l'Empire ottoman en 1876.
À l'âge de quinze ans, il travaille comme peintre d'icônes et attire l'attention d'Hortense Wood, une artiste anglaise qui vit près de Smyrne. Elle lui donne des cours de dessin et présente son travail au peintre Nikiforos Lytras, qui recommande Prokopiou à l'École des beaux-arts d'Athènes. Il s'y inscrit en 1895, et a pour professeur Lytras et Georgios Roilos (en). Prokopiou étudie aussi à Paris, Vienne et Munich. En 1901, après avoir terminé ses études, il retourne à Smyrne et tient sa première exposition.
Deux ans plus tard, il se rend à Alexandrie et au Caire, en Égypte, où il peint des portraits de personnalités notables des communautés grecques, dont le militaire Pavlos Melas, qui le présente au chef de la mission diplomatique éthiopienne, ce qui constitue un point d'inflexion dans sa carrière.

### Peintre de cour de Menelik II

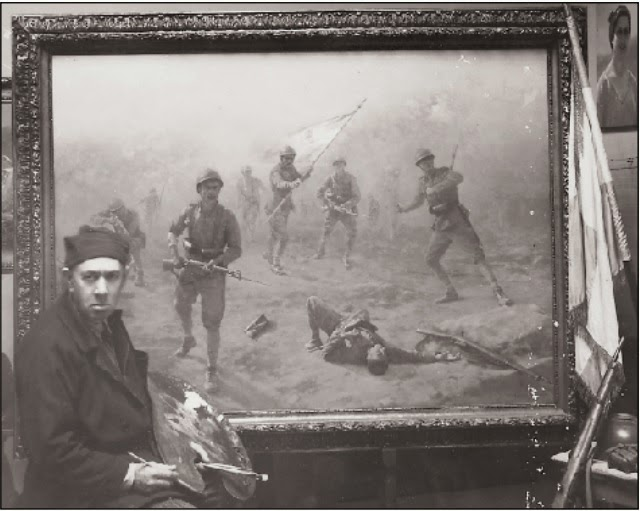
Prokopiou dans son atelier (fin des années 1920).

Cela aboutit à une invitation à visiter Addis-Abeba pour faire un portrait de l'Empereur Menelik II. Il s'y rend en caravane depuis Djibouti, accompagné de son frère Socrate, qui écrira plus tard un livre sur le voyage. Après avoir été en compétition avec plusieurs autres peintres — il doit peintre le cousin de l'Empereur Detras Descama et son conseiller suisse Alfredo Ilg —, il est choisi de façon enthousiaste par l'Empereur pour devenir son peintre de cour en 1905. En plus de peindre la famille royale, il fait le portrait de plusieurs ambassadeurs, ainsi que des paysages et des scènes de village. Riche d'honneurs, l'empereur lui décerne entre autres l'Ordre de Salomon et l'Ordre de l'Étoile d'Éthiopie.

### Première Guerre mondiale
En 1907, il part à Athènes pour se marier, voyage beaucoup et s'installe à Smyrne en 1913. Au début de la Première Guerre mondiale, Smyrne est bloquée par les Alliés. Peu de temps après, les Ottomans commencent à persécuter les Chrétiens et mettent en place des « bataillons de main-d'œuvre », qui deviennent rapidement des bataillons de la mort. La plupart de la population grecque, y compris Prokopiou et sa famille, demeure cachée. Prokopiou trouve du travail en tant que professeur d'art pour la fille d'un fonctionnaire ottoman, ce qui lui fournit une protection. C'est à cette époque qu'il crée sa première peinture de bataille, représentant la bataille des Dardanelles.

### Guerre gréco-turque (1919-1922)

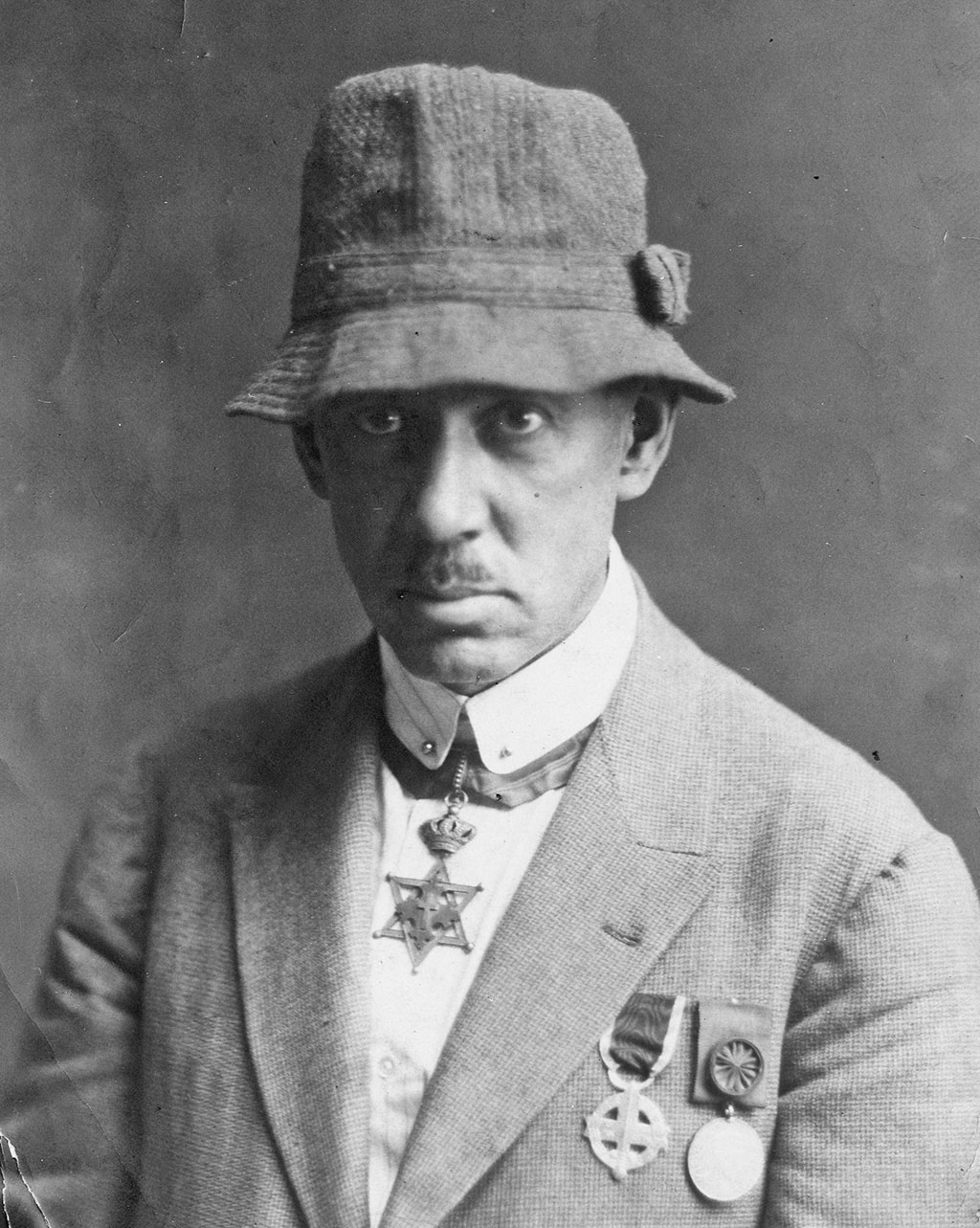
Photographie de Prokopiou en 1924.

Après la guerre, Smyrne est occupée par la Grèce. En 1920, le général Leonídas Paraskevópoulos lui confie la réalisation de tableaux, photographies et films des campagnes grecques contre les Turcs pendant la guerre gréco-turque, pour lesquels il obtient la Croix de guerre. Après la reconquête turque de Smyrne (en), il rentre chez lui pour être avec sa famille et reste pour prendre des photos et filmer le grand incendie.
Une fois le chaos apaisé, Geórgios Prokopíou est arrêté et condamné à mort par un tribunal turc,. Profitant que le commandant de la prison lui permette de dire au revoir aux membres de sa famille, il parvient à s'échapper avec aide, bénéficiant de l'aide de ses voisins et du consul français, à bord d'un navire français qui les emmène avec les œuvres de Prokopiou au Pirée,,.
En 1925, Prokopiou s'installe à Athènes. Il continue à peindre dans son atelier des scènes militaires de mémoire jusqu'en 1928, après quoi il a produit une variété de nus, de scènes de ruines et de portraits, dont l'un d'Haïlé Sélassié, qui a visité son atelier peu de temps avant de devenir empereur de l'Éthiopie.

### Guerre italo-grecque et mort
En 1940, la guerre gréco-italienne commence lorsque la Grèce refuse de capituler devant les puissances de l'Axe. Bien que Prokopiou ait soixante-quatre ans et souffre de bronchite, il supplie au ministère de la Guerre d'être envoyé au front,. Enfin, il écrit au Premier ministre Ioánnis Metaxás, expliquant qu'il a honte de rester chez lui lorsque ses deux fils se battent pour la Grèce. Metaxas accepte sa demande et Prokopiou part pour l'Albanie rejoindre la contre-offensive grecque. Il y rejoint ses deux fils Angelos et Andreas, dessine et prend des photos,.
La nuit du 20 décembre 1940, lorsque la température est tombée à -20 °C, Geórgios Prokopíou meurt d'un arrêt cardiaque. Il reçoit le grade posthume de colonel[réf. nécessaire], est ramené à Athènes et enterré avec tous les honneurs militaires[réf. nécessaire].

## Œuvre
L'œuvre de George Prokopios a traversé de nombreuses étapes : réalisme, romantisme, impressionnisme,:

« Le contact avec la haute campagne, en particulier avec la forêt d'Ardittos, a provoqué un changement radical dans la peinture de Prokopiou. La lumière mythique de ses peintures de guerre s'est transformée dans ses paysages en lumière solaire et le gris a reculé dans l'harmonie du vert. Le réaliste a toujours gardé le plan exact de son passé, mais le romantisme du guerrier a succombé aux préoccupations des couleurs complémentaires de l'impressionnisme. Les Immortels d'Ardittos sont représentatifs de cette période de changement dans son art. Sa peinture a été renouvelée par la sensibilité du ton atmosphérique et le chasseur endurci des dangers a maintenant montré une tendresse particulière pour les choses silencieuses de l'intérieur - fleurs, fruits et nudité. »

— Alki Xanthaki.
Quel que soit le support, il cherche toujours à restituer des scènes de bataille aussi réalistes que possible. Avec la photographie, il cherche à contenir le dynamisme momentané d'une scène qui travaillera plus tard sur sa toile. Il utilise les photographies qu'il prend de divers événements comme éléments de référence pour ses peintures.
À travers ses portraits, ses paysages, scènes de bataille, Prokopiou est resté un peintre important de l'art grec moderne, montrant que celui-ci est dynamique et sensible et s'efforce constamment de transcender ses propres limites,. L'art de Prokopiou suit les changements de l'histoire, tandis que ses sujets africains, à une époque où les voyages étaient extrêmement difficiles, ajoutait à ce peintre particulier une dimension exotique. Il a aussi une œuvre patriotique particulière, puisqu'elle exalte tout d'abord Smyrne avant 1922, puis Athènes pendant la Seconde Guerre mondiale.

Œuvres de Geórgios Prokopíou
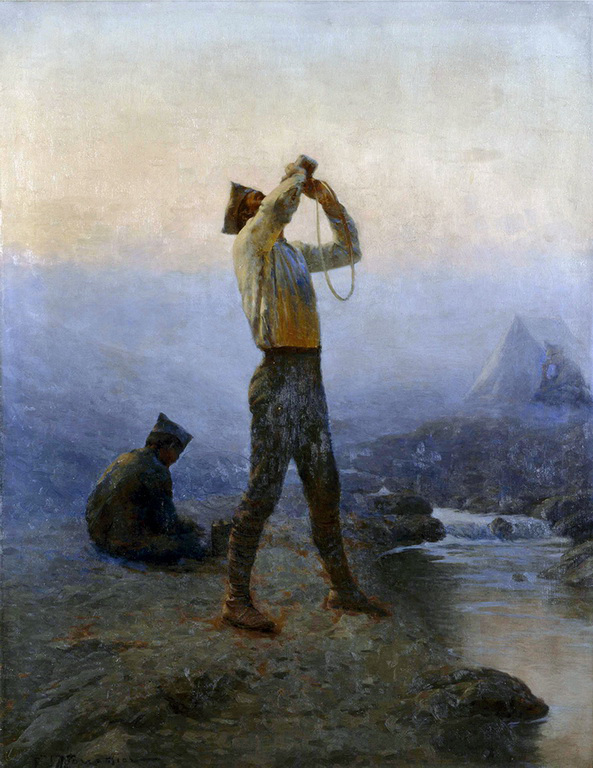
Soldat buvant de l'eau.
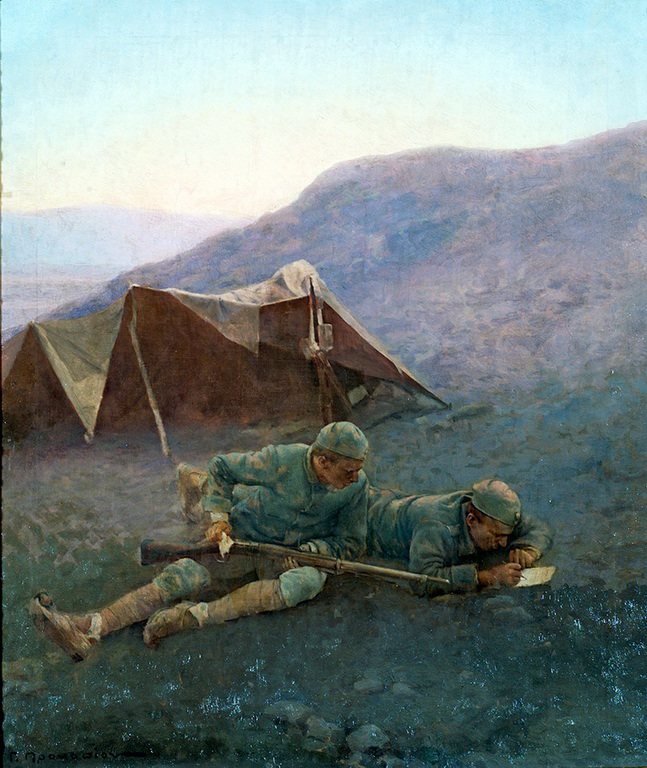
Repos après la bataille.
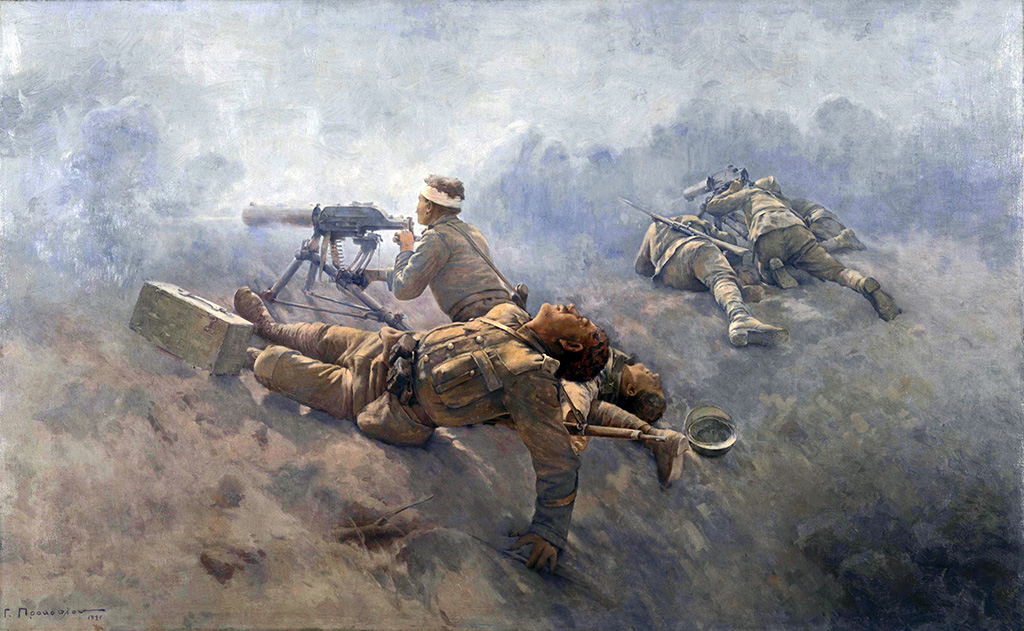
Jusqu'au dernier.
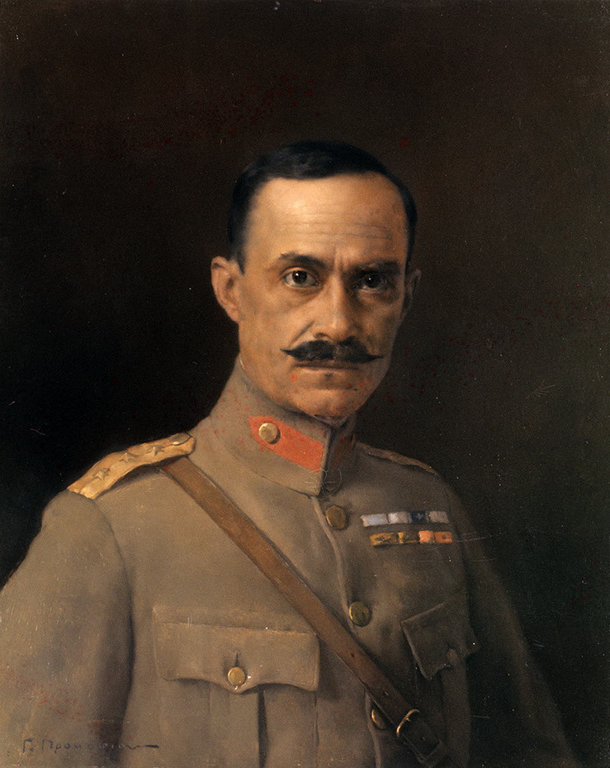
Portrait de Nikólaos Plastíras.
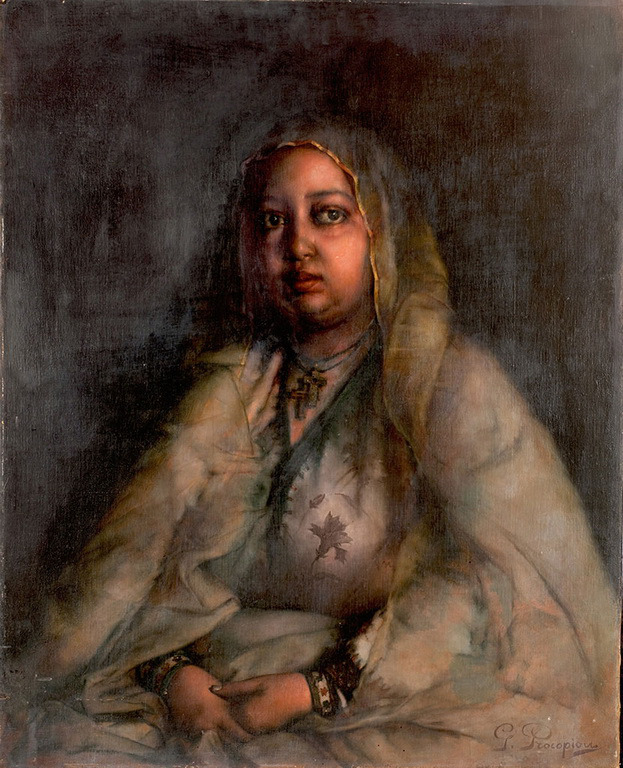
Portrait de l'Impératrice éthiopienne Taytu Betul.
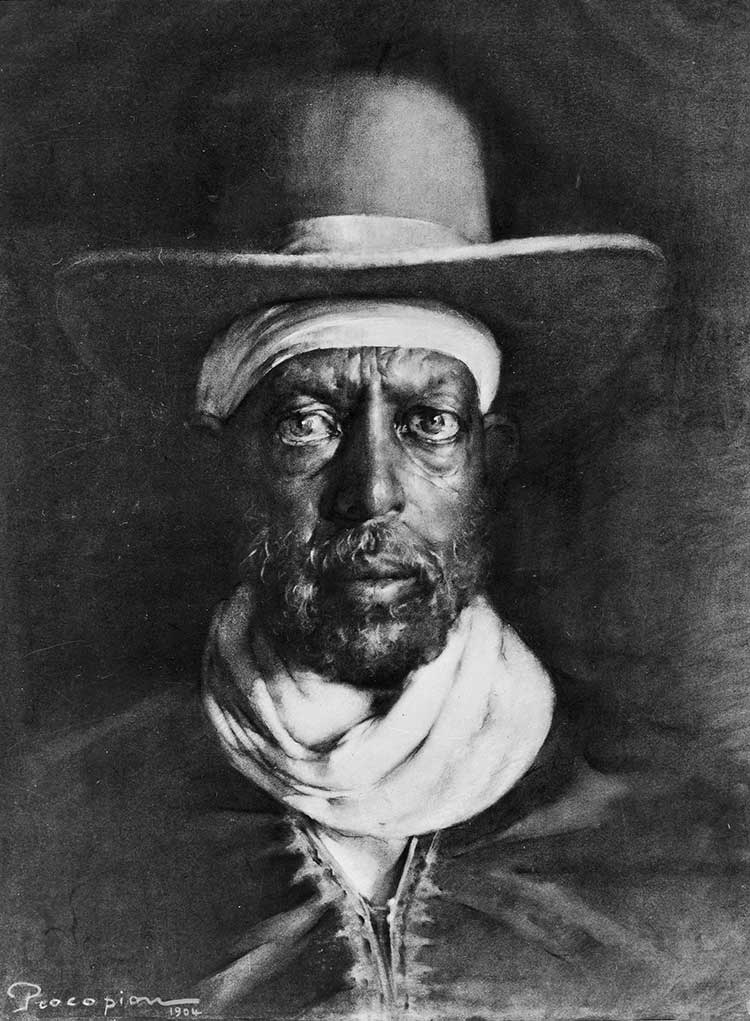
Portrait de l'Empereur Menelik II (photographie en noir et blanc du tableau).